# HMS Shah (D21)
Le porte-avions d'escorte USS Jamaica (CVE-43) (à l'origine AVG-43, puis plus tard ACV-43) a été lancé le 21 avril 1943 par Seattle-Tacoma Shipbuilding Corporation dans l'État de Washington. Il a été transféré au Royaume-Uni, il a été mis en service le 27 septembre 1943 sous le nom de HMS Shah (D21) pour la Royal Navy. De retour aux États-Unis à la fin de la guerre, il est converti en navire marchand et vendu au service civil en 1946 sous le nom de Salta. Il a finalement été mis au rebut en 1966.

## Conception et description
Le porte-avions avait une longueur totale de 150 mètres, un faisceau de 21,2 mètres, tirant d'eau de 8 mètres et un déplacement de 15 126 tonnes. Il était propulsé par une hélice, deux chaudières et une turbine à vapeur de 9 350 chevaux, propulsant le navire à 16,5 nœuds (31 km/h) et transportant 3 290 tonnes de gasoil. Leur équipage est composé de 646 hommes.
Les installations aéronautiques comprenaient une petite commande combinée pont-vol du côté tribord, deux ascenseurs pour aéronefs de 43 pieds (13,1 m) sur 34 pieds (10,4 m), une catapulte d'avion et neuf fils d'arrêt. Les aéronefs pourraient être logés dans le hangar de 260 pieds (79,2 m) sur 62 pieds (18,9 m) sous le poste de pilotage.
Son armement comprenait 2 canons de 5 pouces/38 calibres, de 4 pouces/50 calibres ou de 5 pouces/51 calibres, 8 mitrailleuses double 40 mm Bofors, 10 mitrailleuses double 20 mm Oerlikon. Il pouvait accueillir 24 avions, dont des Grumman F4F Wildcat, des Chance Vought F4U Corsair ou Hawker Hurricane et des bombardiers-torpilleurs Fairey Swordfish ou des Grumman TBF Avenger.

## Service
Le "MC Hull 254" a été établi le 13 novembre 1942 et lancé sous le nom de "Jamaica" sous contrat avec la Commission maritime par Seattle-Tacoma Shipbuilding à Tacoma, le 21 avril 1943. Il a été reclassé "CVE-43" le 15 juillet 1943 et acquis par l'United States Navy. I a été transféré au Royaume-Uni sous prêt-bail, mis en service le 27 septembre 1943, en tant que transporteur d'escorte adapté à la lutte anti-sous-marine et transféré à la Royal Navy dans le Pacifique sous le nom de "Shah" (D21). Son unité aéronavale d'origine fut le 851 Naval Air Squadron (en) avec 12 bombardiers-torpilleurs Grumman TBF Avenger et chasseurs Grumman F4F Wildcat.

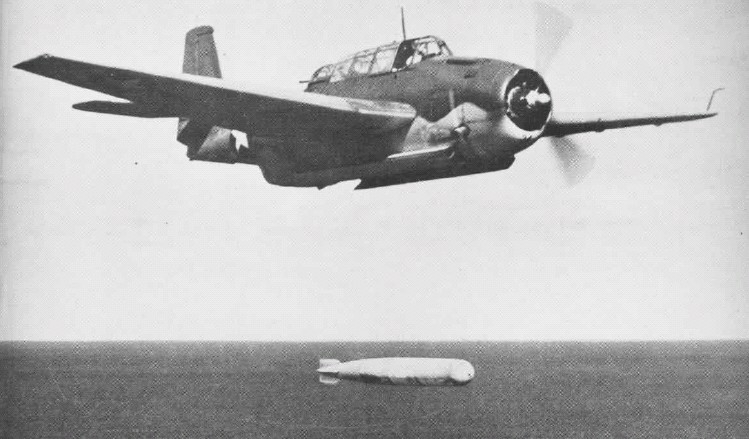
Bombardier-torpilleur Grumman Avenger

Après des essais en mer, il a été modifié au Canada pour la défense des convois. Il a navigué de Vancouver à San Francisco pour embarquer son équipage d'avions opérationnels, Grumman Avenger et Grumman Wildcat. Cependant, aucun vol n'était possible car ses ponts étaient également remplis de chasseurs Curtiss P-40 Warhawk pour être transportés à Cochin.

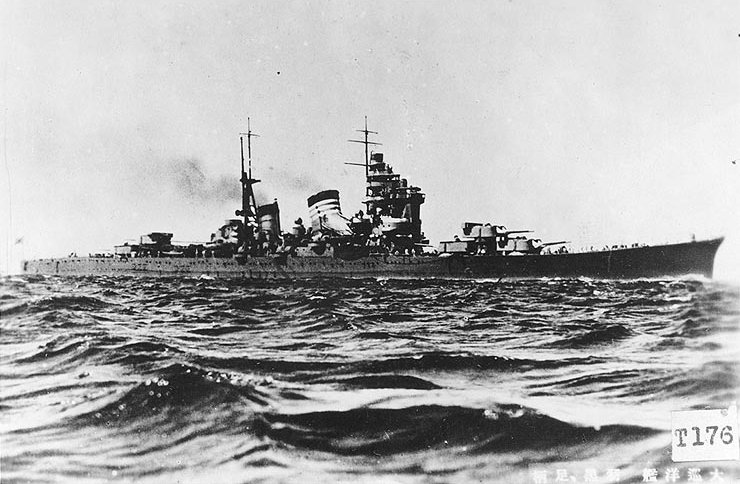
Croiseur lourd "Haguro".

De la base de Tricomalee à Ceylan, il a principalement assuré la défense des convois et la protection commerciale contre les sous-marins allemands opérant dans l'océan Indien. Il a pris une part active à la guerre, dont un escadron aéronaval a coulé le U-198 dans l'océan Indien le 12 août 1944. Transféré à la flotte des Indes orientales, il a été réaménagé à Durban avant de prendre part à la campagne de Birmanie en 1945. Ayant subi plusieurs pertes d'avions lors d'accidents de patrouille et d'atterrissage, son effectif fut augmenté à cette époque. En avril et mai 1945, il participa à l'opération Bishop, lançant des patrouilles et des frappes contre les îles Nicobar en préparation à l'invasion de Rangoun. Peu de temps après, il a été chargé de la recherche du croiseur japonais Haguro. Des problèmes mécaniques avec la catapulte et un grave accident à l'atterrissage de l'un de ces Hellcat l'a retiré des opérations le 11 mai. Néanmoins, les Avenger de du 851ème Naval Air Squadron venant du HMS Emperor, ont pu localiser et endommager Haguro, avant son naufrage par la 26ème flottille de destroyers dans la Bataille du détroit de Malacca (opération Dukedom, 15-16 mai 1945).
Récupérant ses avions après un ré-entraînement de ceux-ci, il a rejoint l'opération Zipper sur la côte malaise, avant de se retirer en route après la capitulation du Japon. Débarquant ses avions à Trincomalee le 26 août, il a ensuite navigué vers la base navale de Clyde via Aden et le canal de Suez pour retourner aux États-Unis. En arrivant à Norfolk le 16 octobre, il a été officiellement remise aux États-Unis le 26 novembre 1945.

## Service marchand
Il a été vendu au service marchand en Argentine le 20 juin 1947 sous le nom de Salta, du nom de la ville argentine. Le Newport News Shipbuilding a effectué la conversion.
En 1963, il a été le premier navire sur les lieux lors du sauvetage des passagers et de l'équipage du paquebot grec Lakonia lorsqu'il a pris feu dans l'Atlantique. Il a sauvé 475 personnes et a pris à bord la plupart des passagers des canots de sauvetage. "Salta" a été démoli à Buenos Aires en 1966.